# Métodos ab initio
Os métodos ab initio são métodos da química computacional baseados na química quântica. O uso do termo ab initio foi usado pela primeira vez na química quântica por Robert Parr e colaboradores, incluindo David P. Craig em um estudo semiempírico dos estados excitados do benzeno.
A teoria foi descrita por Parr. Em seu significado moderno ('primeiros princípios') o termo foi usado por Chen (quando citavam um relatório inédito. de 1955, do MIT por Allen e Nesbet), por Roothaan e, no título de um artigo, por Allen e Karo, que o definiu claramente.
Quase sempre o conjunto de bases (que normalmente é construído pelo método LCAO) utilizado para resolver a equação de Schrödinger não está completo, e não abrange o espaço de Hilbert associados com processos de ionização e espalhamento (veja espectro contínuo para mais detalhes). Nos métodos de HF e CI, esta aproximação permite tratar a equação de Schrödinger como um "simples" autovalor da equação do hamiltoniano molecular eletrônico, com um conjunto de soluções discreto.